# Station Bochnia
Station Bochnia is een spoorwegstation in de Poolse plaats Bochnia.